# 普羅維登斯鎮區 (北卡羅萊納州羅恩縣)
普羅維登斯鎮區（英語：Providence Township）是位於美國北卡羅萊納州羅恩縣的一個鎮區。

## 地方資料
普羅維登斯鎮區的面積為140.90平方千米，當中陸地面積為125.61平方千米，而水域面積為15.29平方千米。根據2020年美國人口普查的數據，當地共有人口10381人，而人口密度為每平方千米73.68人。